# Памятник Александру Грибоедову (Ереван)
Памятник Александру Грибоедову — скульптурный монумент, расположенный на Кольцевом бульваре Еревана (на пересечении улицы Ханджяна и проспекта Тиграна Меца). Памятник включен в список недвижимых памятников истории и культуры административного района Кентрон города Еревана под номером 1.6/117.

## История памятника
Идея установить в Ереване памятник Александру Сергеевичу Грибоедову возникла в конце 1960-х. В 1973 году (о чём свидетельствует надпись на самой отливке скульптуры) начали строительство памятника по проекту скульптора Ованеса Беджаняна и архитектора Спартака Кнтехцяна, а 14 июня 1974 года памятник был торжественно открыт.

## Связь Александра Грибоедова с Арменией
С 1826 года Грибоедов находился на дипломатической службе в Закавказье. Среди прочего, он принимал активное участие в переговорах с Каджарским Ираном и был одним из составителей Туркманчайского мирного договора 1828 года, в соответствии с которым Эриванское ханство было исключено из состава Персии и вошло в состав России вместе со своей столицей, Эриванью.
При участии же Грибоедова в марте 1828 года из переданных в состав России Эриванского и Нахичеванского ханств была образована Армянская область, куда было разрешено переселиться армянам, жившим в Персии и Турции. Их беспрепятственный выезд, а также вывоз имущества без пошлин и налогов были прописаны в отдельном параграфе мирного договора.
Помимо дипломатической, у Грибоедова с Ереваном была и литературная связь. 1 (13) октября 1827 года Эривань была взята войсками генерала Ивана Паскевича. В декабре того же года офицеры русской армии по собственной инициативе поставили в зеркальном зале Сардарского дворца запрещённую цензурой пьесу Грибоедова «Горе от ума». На постановке присутстовал сам автор — она стала не только первой, но и единственной прижизненной постановкой знаменитой комедии.

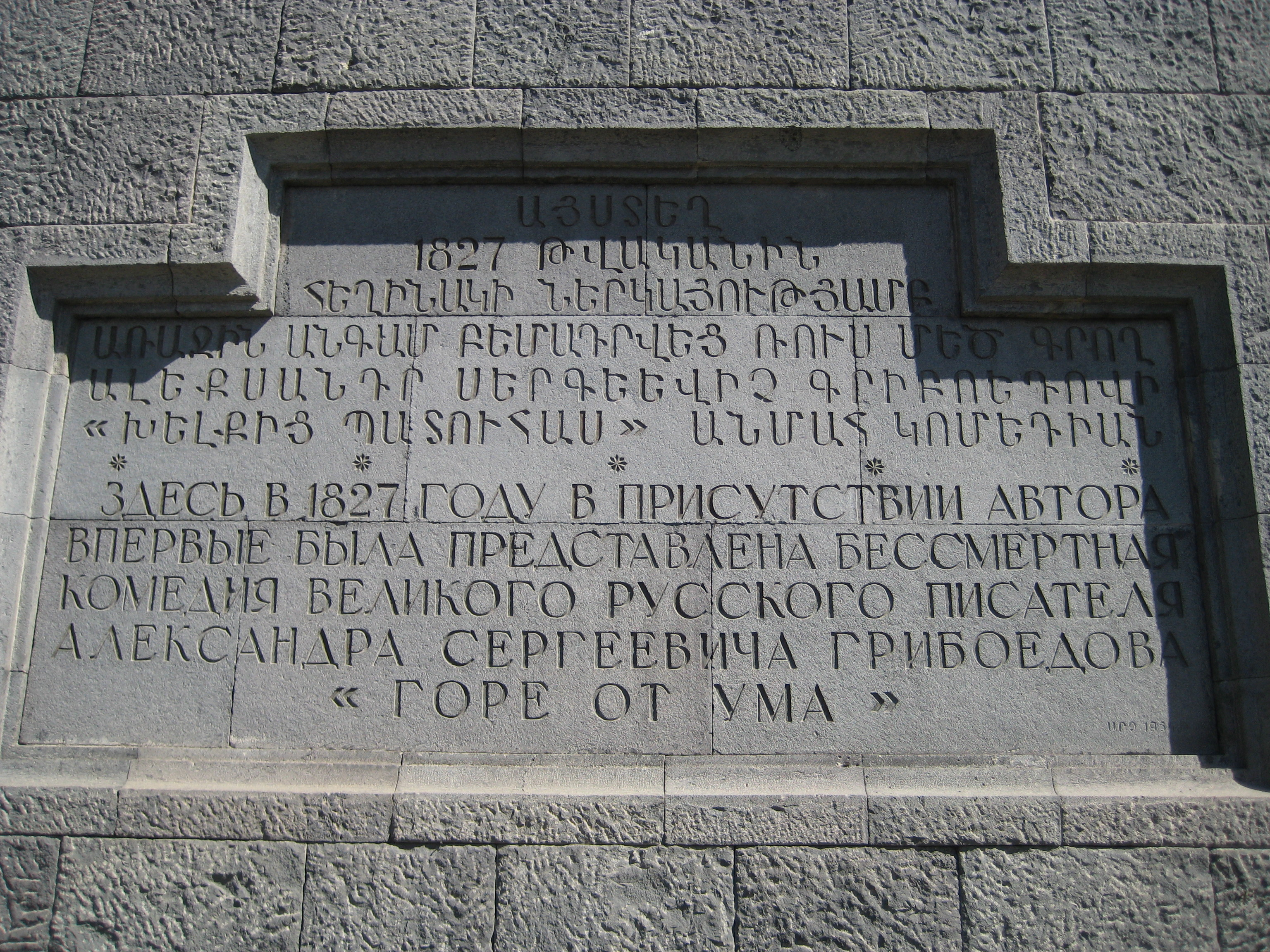
Мемориальная надпись на стене завода «Ной» — там, где раньше стоял Сардарский дворец

## Описание
Памятник выполнен из бронзы, его высота составляет 6,7 метра. Постамент сделан из базальта. На оборотной сторон постамента имеется памятная надпись: «Александру Грибоедову от благодарного армянского народа».

## Осквернение памятника
В 2019 году активист Шаген Арутюнян облил памятник Грибоедову красной краской. Он заявил, что сделал это в качестве возмездия за осквернение мемориальной доски Гарегину Нжде в России.

## Другие памятники
В Ереване также есть бюст Александра Грибоедова, установленный в 2019 году перед Российско-армянским университетом. Автор бюста — скульптор Григорий Потоцкий.

## Галерея

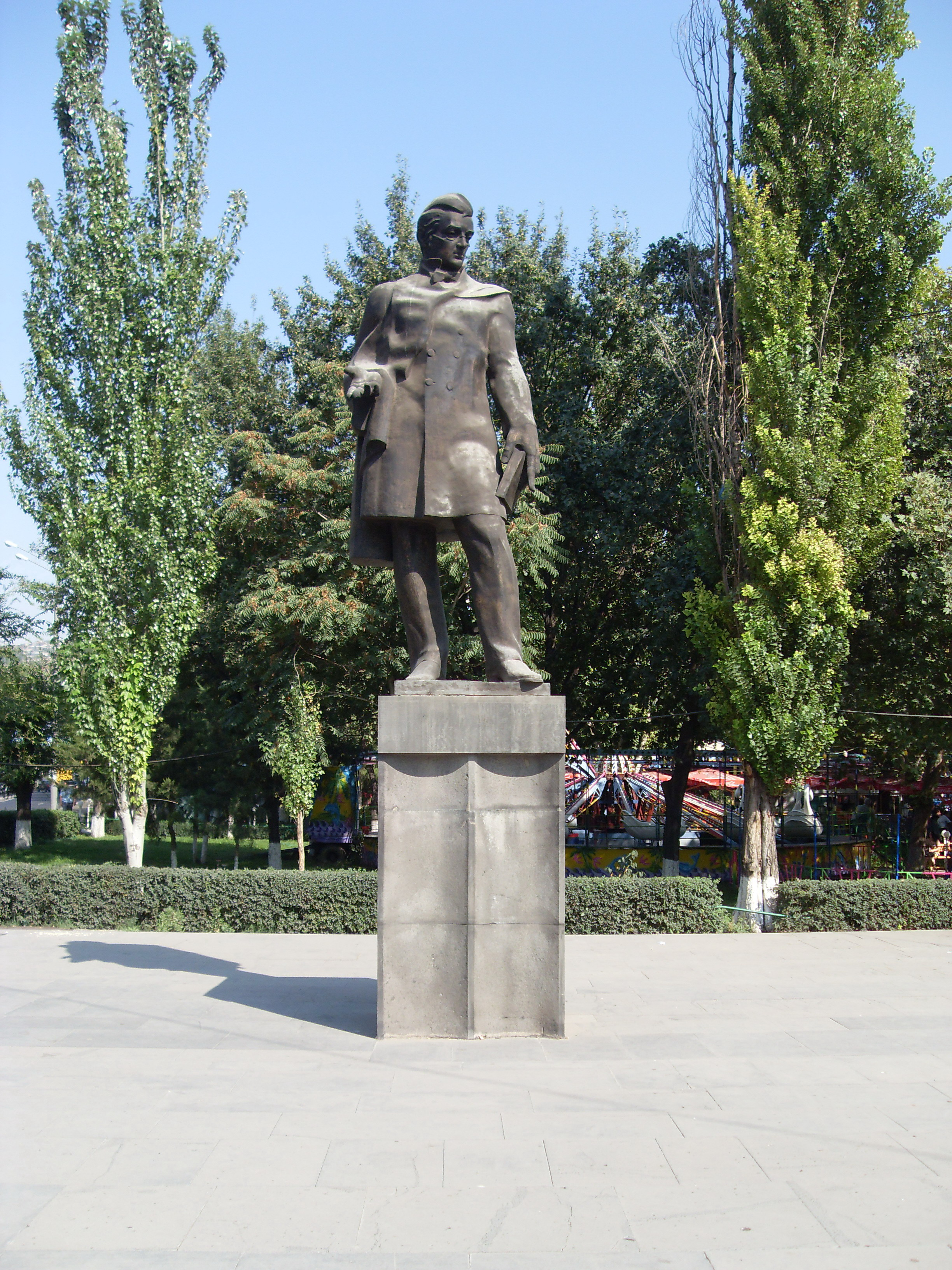
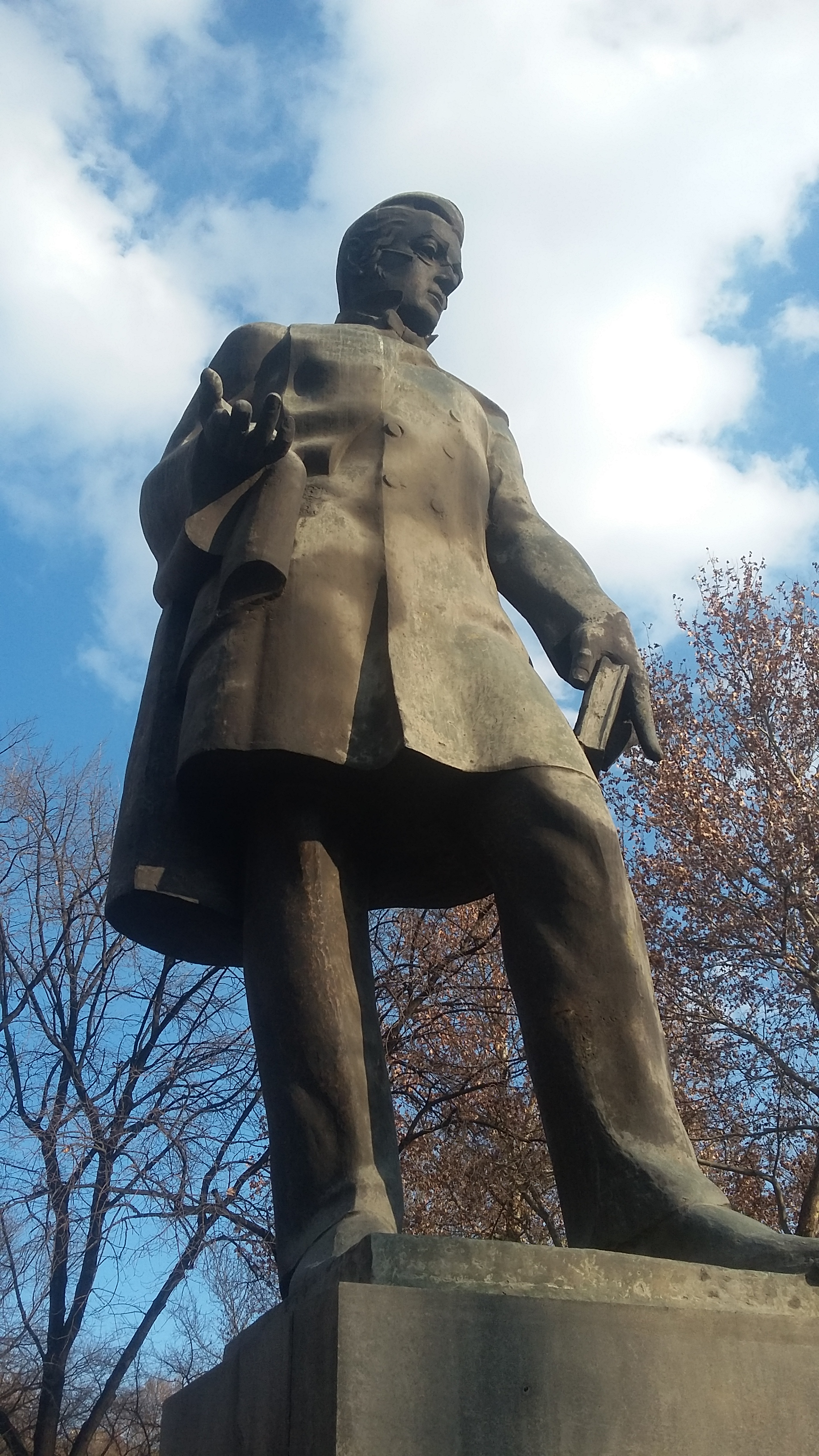
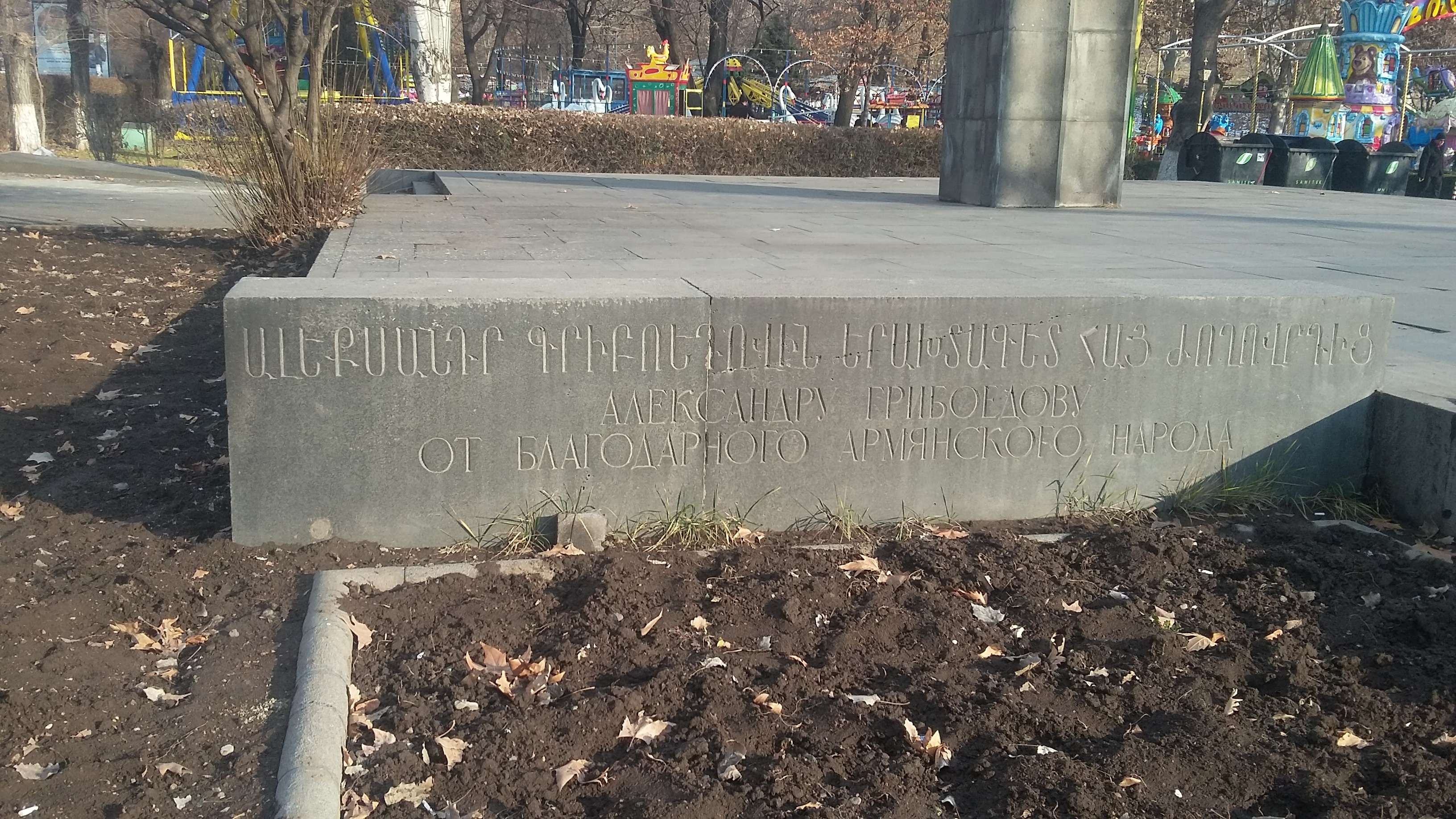
Памятная надпись на постаменте
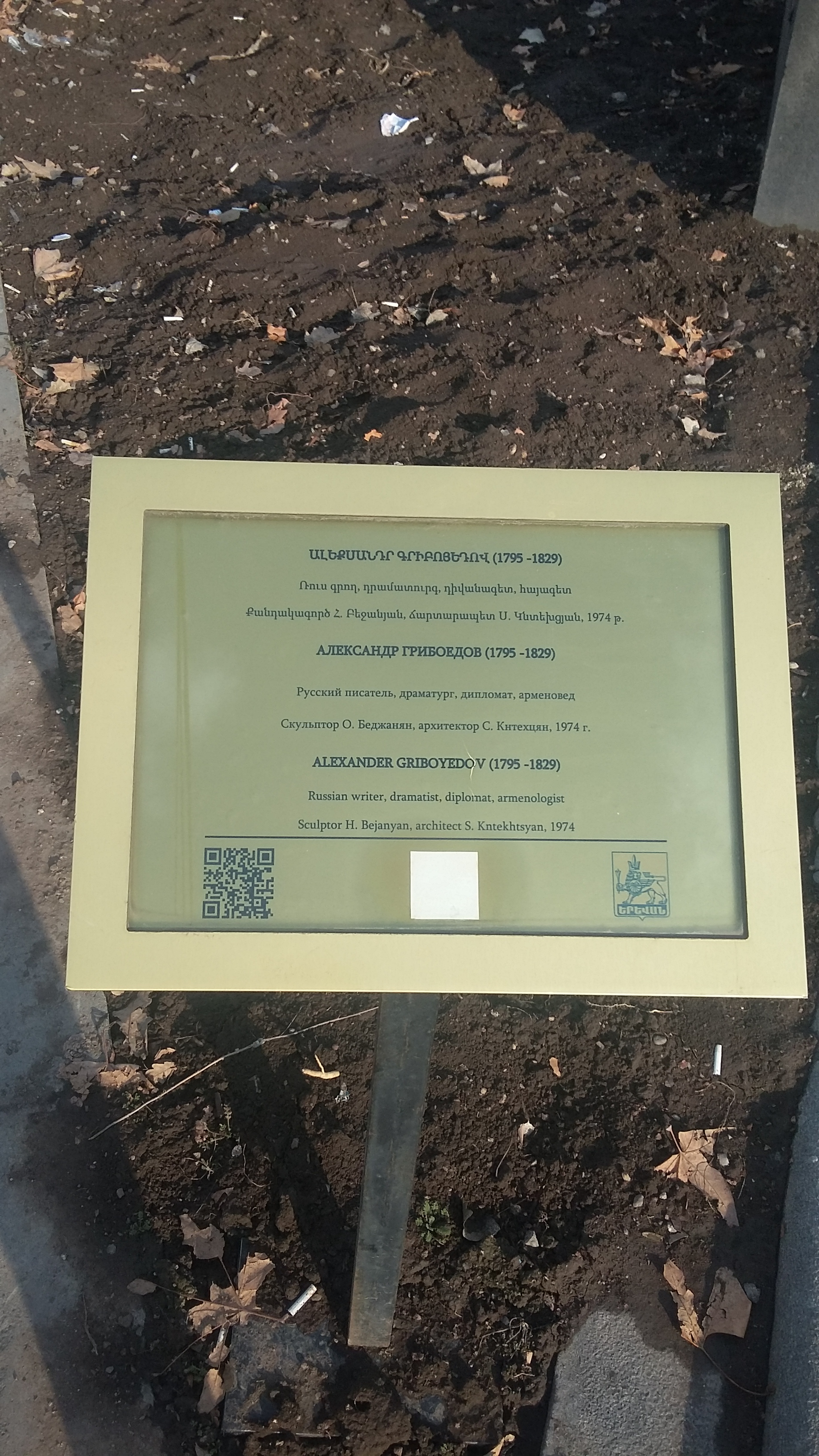